# Eleni Theocharous

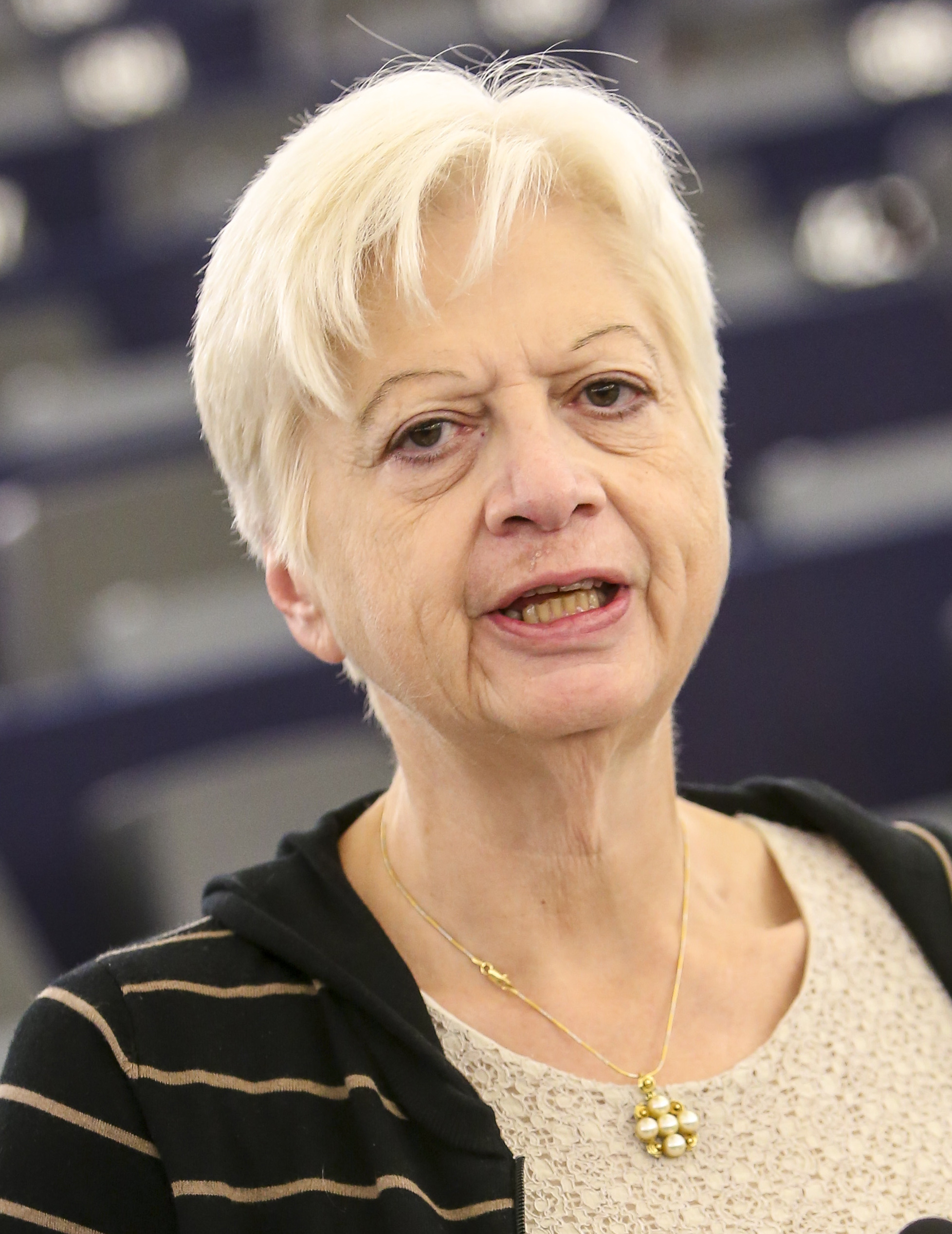
Eleni Theocharous, 2015

Eleni Theocharous (griechisch Ελένη Θεοχάρους, * 24. Juni 1953 in Amiantos, Limassol) ist eine zypriotische Politikerin. Von 2009 bis 2019 war sie Mitglied des Europäischen Parlaments sowie vom 6. Oktober bis zum 30. November 2003 Beobachterin.

## Leben
Theocharous studierte Medizin und Philosophie an der Aristoteles-Universität Thessaloniki von Thessaloniki. 1991 lehrte sie als Hochschullehrerin für pädiatrische Medizin an der Demokrit-Universität Thrakien. Von 1992 bis 2001 war sie als Ärztin in Nikosia am Krankenhaus Makarios III.  tätig. Von 2001 bis 2009 war Theocharous als Abgeordnete im Repräsentantenhaus für die Partei Dimokratikos Synagermos tätig. Theocharous zog 2009 in das Europäische Parlament ein. Neben ihrer Arbeit als Ärztin, Hochschullehrerin und Politikerin veröffentlichte sie als Autorin mehrere Gedichte und Kurzgeschichten in verschiedenen Literaturmagazinen, für die sie mehrere Auszeichnungen erhielt. Theocharous ist mit Louis Kariolou verheiratet und hat ein Kind.
Theocharous gehörte der Dimokratikos Synagermos (DISY) an. Im November 2015 trat sie aus der Partei aus, nachdem diese eine föderale Lösung der Zypernfrage unterstützte.
Am 15. Januar 2016 gründete Theocharous die Partei Kinima Allilengyi (Solidaritätsbewegung).
Im November 2018 wurden ihr durch die albanische Regierung rassistischen Äußerungen und Anstiftung zum Hass in Albanien vorgeworfen, woraufhin sie zur Persona non grata erklärt wurde.
Im Mai 2025 geriet die ehemalige EU-Abgeordnete Eleni Theocharous in den Fokus der aserbaidschanischen Medien. Laut dem Telegram-Kanal Minval-Live teilte sie auf der Plattform X ein Foto des aserbaidschanischen Präsidenten Ilham Aliyev und der First Lady Mehriban Aliyeva vor einer Moschee im Dorf Daşaltı mit dem zynischen Kommentar: „Bald reißen wir das ab!“  
Das Dorf Daşaltı liegt in einer Region Aserbaidschans, die bis 2020 unter armenischer Besatzung stand.  Infolge des Konflikts wurden über eine Million Aserbaidschaner zu Binnenvertriebenen. 
Theocharous' Äußerungen wurden in Aserbaidschan als Aufruf zu religiösem Vandalismus und kulturellem Genozid gewertet.  Kritiker bezeichneten ihre Worte als Ausdruck von Islamophobie und forderten rechtliche Konsequenzen.

## EU-Abgeordnete
Theocharous war bis zum März 2016 in der Fraktion der Europäischen Volkspartei (Christdemokraten). Dann wechselte sie zur Fraktion Europäische Konservative und Reformer.
Sie ist Stellvertretende Vorsitzende in der Delegation im Parlamentarischen Ausschuss Cariforum-EU.
Mitglied ist sie im Entwicklungsausschuss und in der Delegation im Gemischten Parlamentarischen Ausschuss EU-Türkei.
Stellvertreterin ist sie im Ausschuss für Umweltfragen, öffentliche Gesundheit und Lebensmittelsicherheit, im Ausschuss für die Rechte der Frau und die Gleichstellung der Geschlechter und in der Delegation in der Paritätischen Parlamentarischen Versammlung AKP-EU.